# Rio Moa
Rio Moa är ett vattendrag i Brasilien.   Det ligger i kommunen Cruzeiro do Sul och delstaten Acre, i den västra delen av landet, 2 800 km väster om huvudstaden Brasília.
I omgivningarna runt Rio Moa växer i huvudsak städsegrön lövskog. Runt Rio Moa är det mycket glesbefolkat, med 4 invånare per kvadratkilometer.